# Léon de Saint Moulin
Pour les articles homonymes, voir De Saint Moulin.
Le père Léon de Saint Moulin, né le 17 décembre 1932 à Naast en Belgique et décédé le 24 octobre 2019 à Kinshasa, est un prêtre jésuite, sociologue, historien et auteur belge. Professeur émérite à l’université catholique du Congo, il a notamment été vice-recteur de l’université nationale du Zaïre, chargé du campus de Kinshasa (l’actuelle Unikin), et directeur du Centre d’études pour l'Action sociale (CEPAS).

## Sources
- « Léon de Saint Moulin, prêtre belge très connu au Congo, est décédé », La Libre.be,‎ 24 octobre 2019 (lire en ligne)
- « RDC : décès du père Léon de Saint Moulin », Radio Okapi,‎ 24 octobre 2019 (lire en ligne)
- « RDC: décès du père jésuite Léon de Saint Moulin, témoin de l'histoire congolaise », RFI,‎ 25 octobre 2019 (lire en ligne)
- Michel Tobo, « RDC : le Père Léon de Saint Moulin est mort à Kinshasa », Actualité.cd,‎ 24 octobre 2019 (lire en ligne)